# Clifton Wrottesley
Clifton Hugh Lancelot de Verdon Wrottesley, 14e baronnet, 6e baron Wrottesley (né le 10 août 1968), est un sportif irlandais et pair britannique.

## Jeunesse
Wrottesley est né à Hatch Street, Dublin en 1968 fils de Richard Francis Gerard Wrottesley et son épouse, Georgina Wrottesley, née Clifton, fille du lieutenant-colonel Peter Clifton de Dummer House, Hampshire.
Il passe ses deux premières années à Abbyknockmoy, dans le comté de Galway. Après la mort de son père, il s'installe en Espagne avec sa mère.
Il fait ses études au Collège d'Eton, à l'Université d'Édimbourg et à l'Académie royale militaire de Sandhurst avant de servir dans les Grenadier Guards.
Par sa grand-mère paternelle, il est un descendant de la famille Stratford, et par son grand-père maternel le clan Bruce. Il hérite des titres des Wrottesley en 1977 à la mort de son grand-père, son père étant décédé quand il avait deux ans.

## Carrière
Wrottesley travaille dans la propriété et le vin. Wrottesley est président de British Skeleton de 2012 à 2017 et est membre du conseil d'administration de la British Bobsleigh and Skeleton Association (BBSA) de 2012 à 2019. Il est toujours impliqué dans la supervision de l'équipe de haute performance britannique de Skeleton.

## Carrière sportive
Wrottesley concourt en tant que coureur de skeleton irlandais sur les circuits Skeleton Continental de la Fédération Internationale de Bobsleigh et de Tobogganing (FIBT, maintenant Fédération internationale de bobsleigh et de tobogganing) lors de la saison 2000-2001 et sur le circuit de la Coupe du monde FIBT lors de la saison 2001-2002. Il termine quatrième au Skeleton masculin aux Jeux olympiques d'hiver de Salt Lake City en 2002. En 2014, cela reste le meilleur résultat de tout athlète irlandais aux Jeux Olympiques d'hiver.
Wrottesley et son père ont tous deux concouru en bobsleigh pour la Grande-Bretagne avant de concourir pour l'Irlande.
Lors des Jeux olympiques d'hiver de Turin en 2006, il est chef de mission de l'équipe irlandaise.
Wrottesley est également un coureur de la Cresta Run, St Moritz, Suisse. Il a couru sur la course depuis la saison 1988-1989, et remporte de nombreuses courses Open depuis sa première victoire en 1997 (bien qu'il n'ait pas participé à la course en 2000-2001 et 2001-2002, en raison d'engagements sur les circuits IBSF de Skeleton).
Sur les 4 courses classiques sur la Cresta Run, Wrottesley remporte la Curzon Cup (l'événement Blue Riband de la saison de Junction) 12 fois (en battant le record de Nino Bibbia de 8), la Morgan Cup 15 fois (battant le record de 10 de Franco Gansser), le Trophée Brabazon 15 fois et le Grand National (l'événement Blue Riband de la saison de Top) 15 fois (battant le record de 8 de Nino Bibbia et Franco Gansser).
Wrottesley remporte aussi le Grand Chelem 5 fois (les 4 courses classiques en une saison), en 2003, 2005, 2006, 2010 et 2012.
Wrottesley détient le record du nombre de courses classiques remportées avec un total de 57 à ce jour, est la première personne à franchir la barrière des 50 secondes (le 1er février 2015) et détient ainsi le record du monde (49,92 secondes). Wrottesley détient également le record de Flying Junction (31,44 secondes) .

## Vie privée
Il vit à St Moritz en Suisse et à Henley-on-Thames en Angleterre. Il est marié à Sascha Schwarzenbach, Lady Wrottesley et la fille d'Urs Schwarzenbach, le financier milliardaire suisse. Le couple a quatre enfants : trois fils et une fille.